# In qualche parte del mondo
In qualche parte del mondo è una canzone scritta dal cantautore Luigi Tenco. Fu pubblicata nel 1961 in un 45 giri con nel lato B Senza parole (Too Close to Me), scritta da Gianfranco Reverberi e Giorgio Calabrese. 
Nel 1962 il disco aveva raggiunto il 13º posto della hit parade italiana.

## Descrizione
Una capanna tra gli alberi

Sopra una piccola spiaggia

Accarezzata dal mare»
Non sogno altro che un angolo

Dove fuggire lontano

Dalla mia vita di sempre»
(Luigi Tenco)
Nel 1960 Tenco aveva inciso Quando, il primo brano che ebbe un successo commerciale, raggiungendo il 17º posto nella hit parade; l'anno successivo con Una vita inutile, Il mio regno, I miei giorni perduti e In qualche parte del mondo inizia la produzione di "brani impegnati" del cantautore che affrontavano tematiche di impegno sociale ed esistenziali.
L'origine della creatività di Tenco era derivata da una prospettiva esistenziale, che era anche la principale causa della sua solitudine. Per esistere Tenco aveva la necessità di uscire da un "essere" limitato e finito per assecondare un forte bisogno di illusione, di sogno. Questi elementi di estraniazione divengono strumenti di verità che superano la realtà.